# Bila Tserkva (huyện)
Huyện Bila Tserkva (tiếng Ukraina: Білоцерківський район, chuyển tự: Bila Tserkvas’kyi raion) là một huyện của tỉnh Kiev thuộc Ukraina. Huyện Bila Tserkva có diện tích 1277 km², dân số theo điều tra dân số ngày 5 tháng 12 năm 2001 là 55536 người với mật độ 43 người/km2. Trung tâm huyện nằm ở Bila Tserkva.